# You & Me (canção de Jennie)
"You & Me" é uma canção gravada pela cantora e rapper sul-coreana Jennie. Foi lançado em 6 de outubro de 2023, pela YG Entertainment e Interscope Records, como um single especial após ser apresentado na Born Pink World Tour do Blackpink (2022–2023). Marcou o primeiro single solo de Jennie em cinco anos depois de "Solo" (2018). Escrita por Teddy e Danny Chung e composta por Teddy, 24, e Vince, "You & Me" é uma faixa dance-pop com letras românticas sobre estar apaixonada. Uma versão remix que foi apresentada no Coachella foi lançada simultaneamente, com créditos adicionais de composição de Bekuh Boom.
"You & Me" foi um sucesso comercial e alcançou a posição sete na Billboard Global 200 e número um na Global Excl. U.S., tornando-se o primeiro hit número um de Jennie na última parada. Na Coreia do Sul, a canção liderou a parada South Korea Songs da Billboard e alcançou a quarta posição na Circle Digital Chart.  Também liderou as paradas em Hong Kong, Malásia, Cingapura, Taiwan e Vietnã e alcançou o top dez na Indonésia e nas Filipinas. No Reino Unido, a canção entrou no top 40 da UK Singles Chart e foi a primeira canção de uma solista coreana a chegar ao topo da UK Singles Downloads Chart.

## Antecedentes
Em um clipe dos bastidores enviado para seu canal no YouTube, Jennie revelou que havia gravado "You & Me" três a quatro anos antes de 2022 e que "estava na lista de indicados para [seu] solo". No final das contas, no entanto, ela fez sua estreia solo em 12 de novembro de 2018, com o single "Solo", que liderou as paradas Gaon Digital Chart e Billboard World Digital Songs.
Enquanto se preparava para a Born Pink World Tour de Blackpink em 2022, Jennie e o produtor Teddy consideraram muitas canções para apresentar em seu segmento solo do repertório do show, eventualmente escolhendo "You & Me". Ela então trabalhou com os coreógrafos Eunchong e Jung para concretizar sua visão de como ela queria interpretar a canção.

## Apresentações ao vivo
Jennie fez sua apresentação de estreia de "You & Me" em 15 de outubro de 2022, o show de abertura da Born Pink World Tour de Blackpink no KSPO Dome em Seul, Coreia do Sul. Ela apresentou a canção explicando ao público: "Eu queria mostrar a todos vocês algo novo, vocês podem ter ficado um pouco surpresos"; a canção era uma parte regular do repertório para o restante da turnê. A apresentação contou com uma rotina de dança de balé em parceria com Jennie e um dançarino de apoio, complementada por iluminação reduzida e suas silhuetas projetadas em um cenário da lua.
Em 15 e 22 de abril de 2023, Jennie apresentou uma versão remixada de "You & Me" durante a apresentação principal de Blackpink no festival Coachella em Indio, Califórnia. O remix apresentava um novo verso de rap seguido por uma longa pausa para dança. Em 2 de julho, ela cantou esta versão da canção ao lado de "Solo" durante o show principal do Blackpink no BST Hyde Park em Londres.
Em uma vitrine especial da coleção Chanel 2022–23 Métiers d'Art em Tóquio, Japão em 1 de junho, Jennie fez uma serenata para o público com um mashup de “Killing Me Softly with His Song” de Roberta Flack e um cover de jazz de “Fly Me to the Moon” de Frank Sinatra, seguido por uma versão jazz de "You & Me". Ela se apresentou sem coreografia elaborada, em vez disso destacando seus vocais sobre um delicado acompanhamento de piano.

## Lançamento
Após a conclusão da Born Pink World Tour, foi anunciado oficialmente em 4 de outubro de 2023 que "You & Me" seria lançado como single especial dois dias depois. A gravadora de Jennie, YG Entertainment, elaborou o lançamento do single com a declaração: “Esperamos que a canção se torne um presente especial através do qual os fãs se lembrem de suas memórias da turnê Born Pink." O anúncio nas redes sociais de Blackpink foi acompanhado por uma foto teaser de Jennie em um vestido vermelho parada no oceano em frente à lua cheia. No dia seguinte, um segundo teaser pôster foi lançado, retratando uma colagem de vários visuais da turnê. A arte da capa do single foi ilustrada pela criadora de Sailor Moon Naoko Takeuchi, com quem Jennie também colaborará em uma coleção de mercadorias. O single foi lançado para download digital e streaming em 6 de outubro de 2023, pela YG Entertainment, junto com "You & Me (Coachella ver.)", o remix da canção que foi apresentado por Jennie no festival Coachella.

## Música e letra
"You & Me" foi descrita como uma canção "sonhadora" e dance-pop "sensual" e conduzida por sons de sintetizador, composta por Vince, Teddy e 24, e escrita pelos dois últimos junto com Danny  Chung. A versão Coachella da canção mostra "a versatilidade de Jennie", já que a faixa é impulsionada por batidas mais hip-hop e inclui um verso de rap adicional escrito pela colaboradora de longa data Bekuh Boom. Liricamente, a faixa é uma canção de amor na qual Jennie canta sobre se apaixonar pela pessoa para quem ela está cantando e estar pronta para abandonar qualquer medo quando se trata de amor. No refrão, ela canta, “Eu amo você e eu / Dançando ao luar”, enfatizando que nada mais importa para ela além de sua conexão com seu amante.

## Recepção crítica
Jen A. Hughes do The Harvard Crimson escreveu que a performance de Jennie em "You & Me" prova "seu status como uma ameaça tripla com uma exibição de seu talento vocal, rap e dança." Lea Veloso do StyleCaster elogiou Jennie por exibir "um equilíbrio elegante de flerte, realeza e mistério" com a canção. Os editores da People também elogiaram a canção, afirmando que "a nova faixa mostra o ídolo do K-pop destacando seus vocais atraentes e habilidades de rap, e liricamente usando seu coração na manga."

## Desempenho comercial
"You & Me" estreou na sétima posição na Billboard Global 200 com 65,1 milhões de streams em todo o mundo, marcando a primeira entrada solo de Jennie entre o top dez na parada. Com isso, todas as integrantes do Blackpink alcançaram o top dez da parada, seguindo "On the Ground" (2021) de Rosé, "Lalisa" (2021) e "Money" (2021) de Lisa, e "Flower" de Jisoo (2023), totalizando cinco sucessos entre o top dez entre as integrantes do grupo ao lado de quatro sucessos entre o top dez como um grupo. "You & Me" também estreou em primeiro lugar na Billboard Global Excl. U.S. com 60 milhões de streams fora dos EUA, marcando a primeira canção solo número um de Jennie e a segunda entrada solo na parada. Foi sua quarta canção número um, incluindo os três sucessos número um de seu grupo Blackpink "Lovesick Girls" (2020), "Pink Venom" (2022) e "Shut Down" (2022). Jennie se tornou a segunda integrante do grupo a alcançar o número um depois que "On the Ground" de Rosé liderou as paradas em 2021, tornando Blackpink o primeiro ato com vários integrantes no topo da parada Global Excl. U.S.. Além disso, isso significou que todos as quatro integrantes alcançaram o top dez da parada com um total de cinco hits entre o top dez entre as integrantes do grupo, ultrapassando as quatro do Blackpink como um grupo.
Na Coreia do Sul, "You & Me" estreou no número 67 na quadragésima semana emitida (1 a 7 de outubro) da Circle Digital Chart, com menos de dois dias de rastreamento. Na semana seguinte, atingiu o pico de número quatro no período de 8 a 14 de outubro, marcando seu segundo hit no top dez no país depois de "Solo" (2018). Nos Estados Unidos, a canção estreou em segundo lugar na parada Bubbling Under Hot 100 da Billboard e em sexto lugar na parada Digital Song Sales com 4.348 cópias vendidas. Marcou a primeira entrada de Jennie em qualquer parada como artista solo. No Reino Unido, "You & Me" estreou no número 39 na UK Singles Chart, tornando-se a primeira entrada de Jennie como artista solo. Com sua façanha, Blackpink se tornou o primeiro girl group de K-pop cujas integrantes entraram na parada como artistas solo. Também alcançou o número um na UK Singles Downloads Chart e UK Singles Sales Chart, tornando Jennie a primeira solista feminina coreana a liderar qualquer uma das paradas.

## Vídeo de apresentação de dança

Uma cena no vídeo da apresentação de dança de Jennie e dançarinos dançando em frente a uma lua ao fundo.

Um vídeo de apresentação de dança foi dirigido por Lee Han Gyeol e carregado no canal oficial YouTube do Blackpink junto com o single em 6 de outubro de 2023. Após o lançamento, liderou a lista de tendências mundiais no YouTube e obteve 10 milhões de visualizações em menos de 24  horas.
O vídeo começa com a boca de Jennie projetada em preto e branco em uma grande tela circular enquanto ela canta as falas de abertura. A câmera então corta para a cantora em um conjunto vermelho e uma equipe de dançarinos de apoio em malha preta enquanto reproduzem a coreografia realizada na turnê contra um cenário minimalista da lua. No refrão, Jennie e um dançarino de apoio executam uma coreografia de balé como parceiros, com apenas suas silhuetas visíveis contra a lua. A cantora então dança sozinha em um corredor iluminado em vermelho para o verso do rap. No final, Jennie se junta ao seu parceiro e os dois dançam novamente em frente à lua, agora vermelha.
Em 8 de outubro, um vídeo mix de palco foi lançado, combinando imagens de Jennie cantando "You & Me" de vários shows da Born Pink World Tour. No dia 11 de outubro, foi lançado um vídeo de apresentação ao vivo de "You & Me (Jazz ver.)", que foi a versão apresentada por Jennie em um desfile de moda da Chanel em junho.

## Lista de faixas
- Download digital e streaming

1. "You & Me" – 2:59
2. "You & Me" (Coachella version) – 2:59

## Créditos e pessoal
- Jennie – vocais
- Teddy – letrista, compositor
- Danny Chung – letrista
- 24 – compositor, arranjador
- Vince – compositor, arranjador
- Bekuh Boom – letrista (versão Coachella)
- IDO – arranjador (versão Coachella)
- Nohc – arranjador (versão Jazz)
- Youngjin Kim – bateria (versão Jazz)
- Daeho Kim – baixo (versão Jazz)
- Beomseok Ha – violão (versão Jazz)
- Yongjun Jeong – piano (versão Jazz)
- Josh Gudwin – engenheiro de mixagem
- Chris Gehringer – engenheiro de masterização

## Desempenho nas paradas musicais
| Parada (2023)                                   | Melhor posição |
| ----------------------------------------------- | -------------- |
| Arábia Saudita (IFPI)                           | 12             |
| Austrália (ARIA)                                | 69             |
| Canadá (Canadian Hot 100)                       | 71             |
| Coreia do Sul (Circle)                          | 4              |
| Estados Unidos (Bubbling Under Hot 100 Singles) | 2              |
| Estados Unidos (Billboard Digital Song Sales)   | 6              |
| Filipinas (Billboard)                           | 6              |
| França (SNEP)                                   | 117            |
| Hong Kong (Billboard)                           | 1              |
| Índia International Singles (IMI)               | 16             |
| Indonésia (Billboard)                           | 5              |
| Japão (Japan Hot 100)                           | 36             |
| Japão Heatseekers (Billboard Japan)             | 1              |
| Japão Combined Singles (Oricon)                 | 35             |
| Malásia (Billboard)                             | 1              |
| MENA (IFPI)                                     | 19             |
| Mundo (Billboard Global 200)                    | 7              |
| Nova Zelândia Hot Singles (RMNZ)                | 5              |
| Reino Unido (UK Singles Chart)                  | 39             |
| Singapura (RIAS)                                | 1              |
| Taiwan (Billboard)                              | 1              |
| Vietnã (Vietnam Hot 100)                        | 1              |

| Parada (2023)                   | Melhor posição |
| ------------------------------- | -------------- |
| Coreia do Sul Download (Circle) | 76             |

| Parada (2023)          | Posição |
| ---------------------- | ------- |
| Coreia do Sul (Circle) | 5       |

## Histórico de lançamento
| Região | Data                  | Formato                    | Versão             | Gravadora     | Ref.   |
| ------ | --------------------- | -------------------------- | ------------------ | ------------- | ------ |
| Várias | 6 de outubro de 2023  | Download digital streaming | Original Coachella | YG Interscope | [ 56 ] |
| Itália | 20 de outubro de 2023 | Airplay                    | Original           | Universal     | [ 57 ] |